# 1337x
1337x är en Bittorrent-webbplats med torrentfiler och magnetlänkar som används för peer-to-peer-fildelning. Den grundades 2007 och växte i popularitet efter att KickassTorrents stängdes ner. Enligt nyhetssidan TorrentFreak var 1337x den sjätte mest populära torrent-hemsidan juni 2016.